# Haarnadel

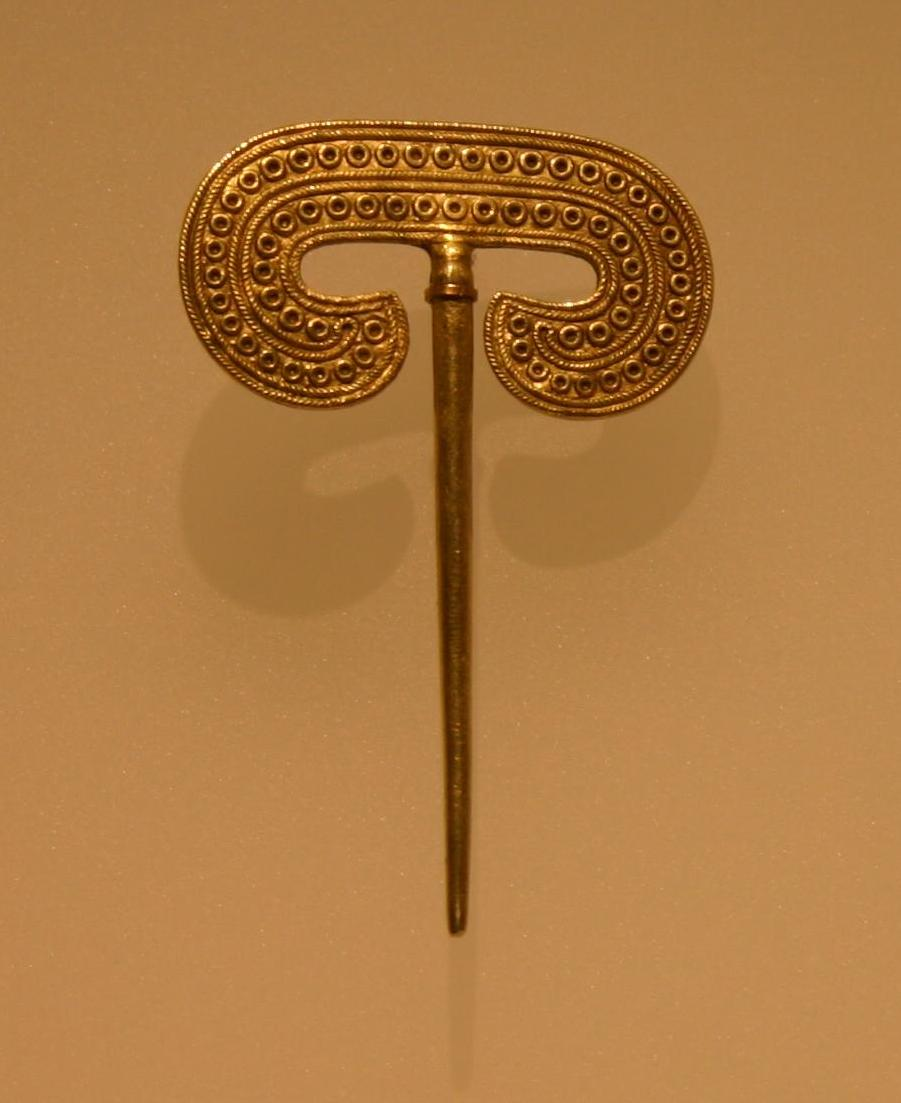
Haarnadel aus Kolchis

Haarnadeln dienen als Schmuck oder zum Festhalten des Haares in einer Frisur.

## Geschichte
Haarnadeln aus edlem Metall, Bronze, geformtem Holz und anderen Materialien wurden bereits im Altertum von Assyrern und Ägyptern zum Aufstecken und Festhalten der meistens kunstvoll arrangierten Frisuren getragen. Wie Grabfunde ergaben, schmückten schon 4000 Jahre vor Christus Ägypter ihre Haare mit Haarnadeln und Kämmen.
Ägyptische Haarnadeln aus Bronze in beträchtlicher Länge wurden gefunden. Antike Haarnadeln bestanden gewöhnlich aus Silber, Kupfer, Messing, Elfenbein, Schildpatt, Holz oder Knochen.
Haarnadeln waren, wie Gräberfunde ergeben, vor allem bei den Ägyptern und Griechen, Etruskern und Römern wegen des materiellen Wertes und der Verarbeitung meist Luxusgegenstände. In Europa hat sich der Gebrauch künstlerisch verzierter Haarnadeln über das Mittelalter und die Renaissancezeit hindurch bis in die Gegenwart erhalten, hier wurden auch Haarnadeln in Gestalt von Dolchen, Schwertern, Hellebarden unter anderem angefertigt.

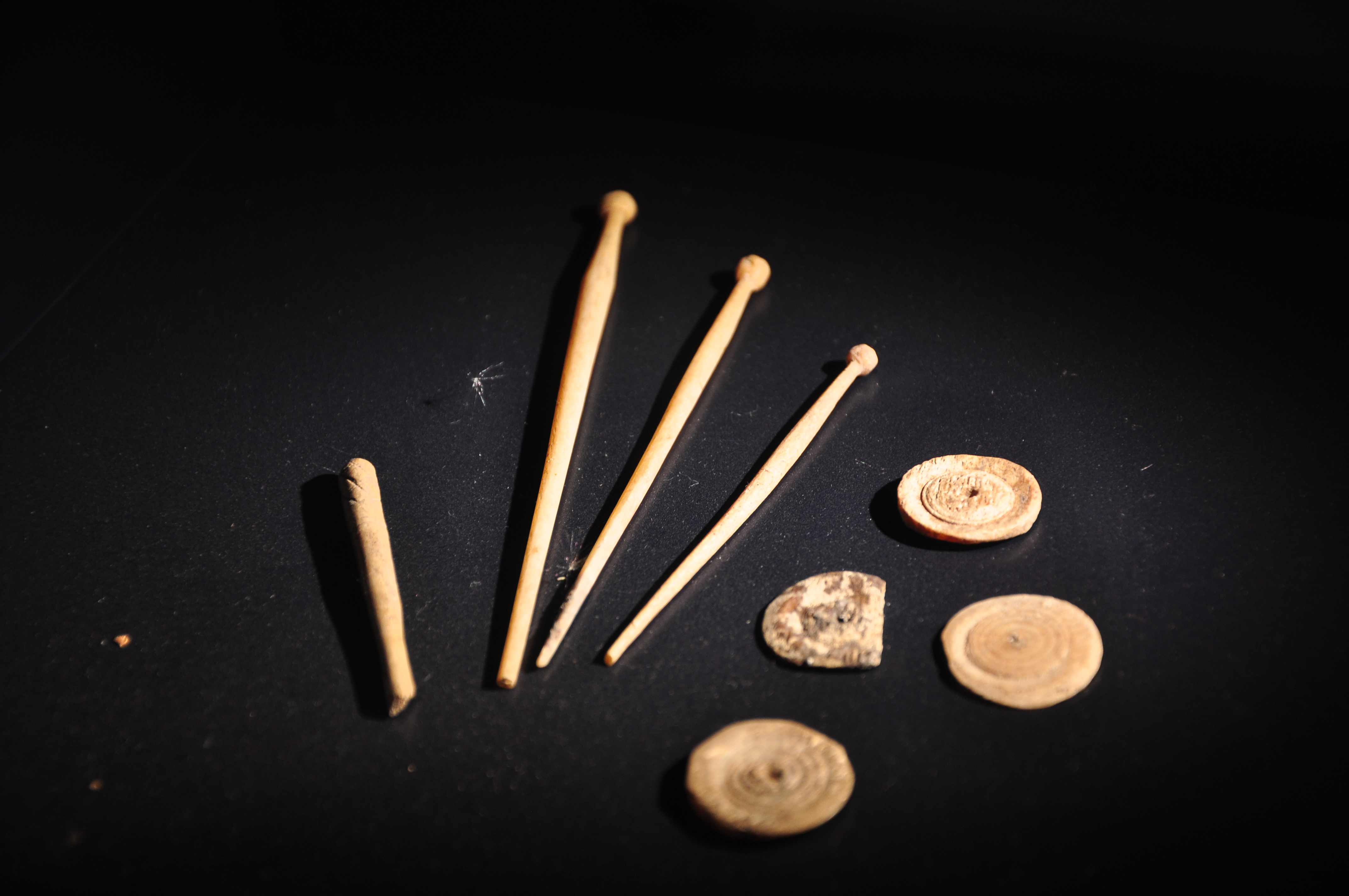
Haarnadeln aus Bein (Mitte), gefunden in der Thermengasse im römischen Vicus Turicum (Zürich).
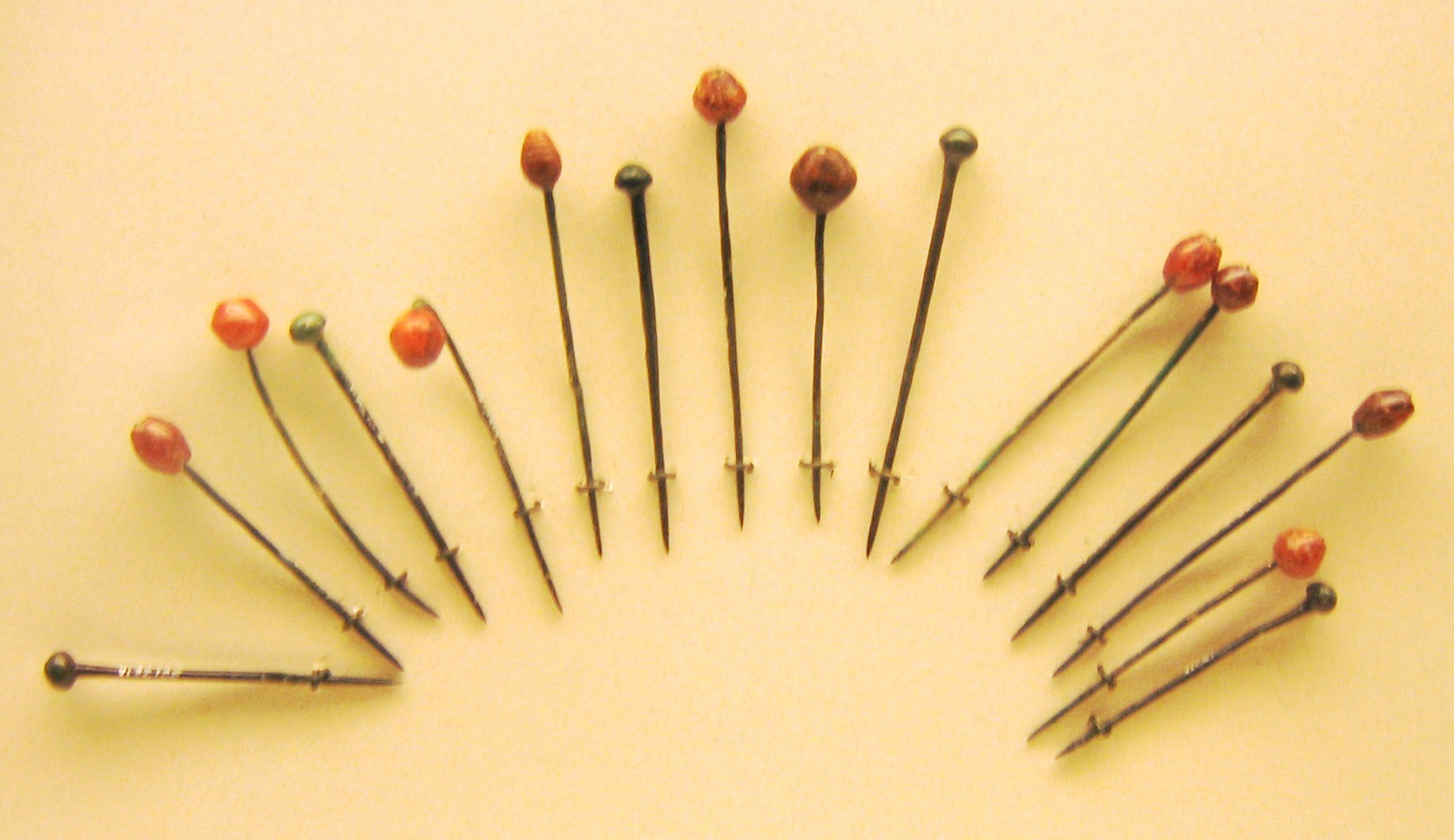
Haarnadeln (ca. 600 v. Chr.)

## Gegenwart
Seit einiger Zeit hat sich die Bedeutung der Haarnadeln eher zum Funktionalen hin verschoben; Lange Haarnadeln werden noch mit Vorliebe in Japan, China, Indien getragen.
Gegenwärtig kann man Haarnadeln und Haarklemmen grob in zwei Kategorien einteilen. Während die einen zum Festhalten des Haares dienen, dienen die anderen nur der Verschönerung und Vollendung der Frisur. Im letzteren Fall sind die Haarnadeln oft am Kopfstück mit Metall, Perlen oder Strasssteinen verziert.

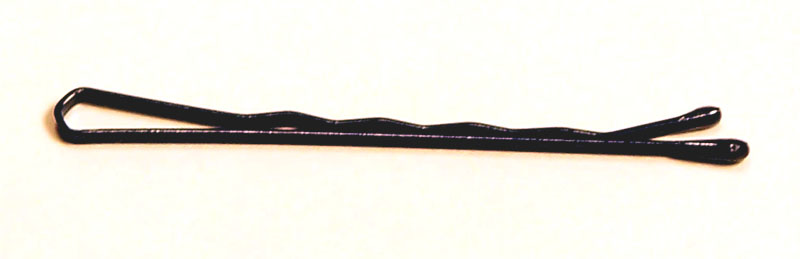
Moderne Haarklammer oder -klemme
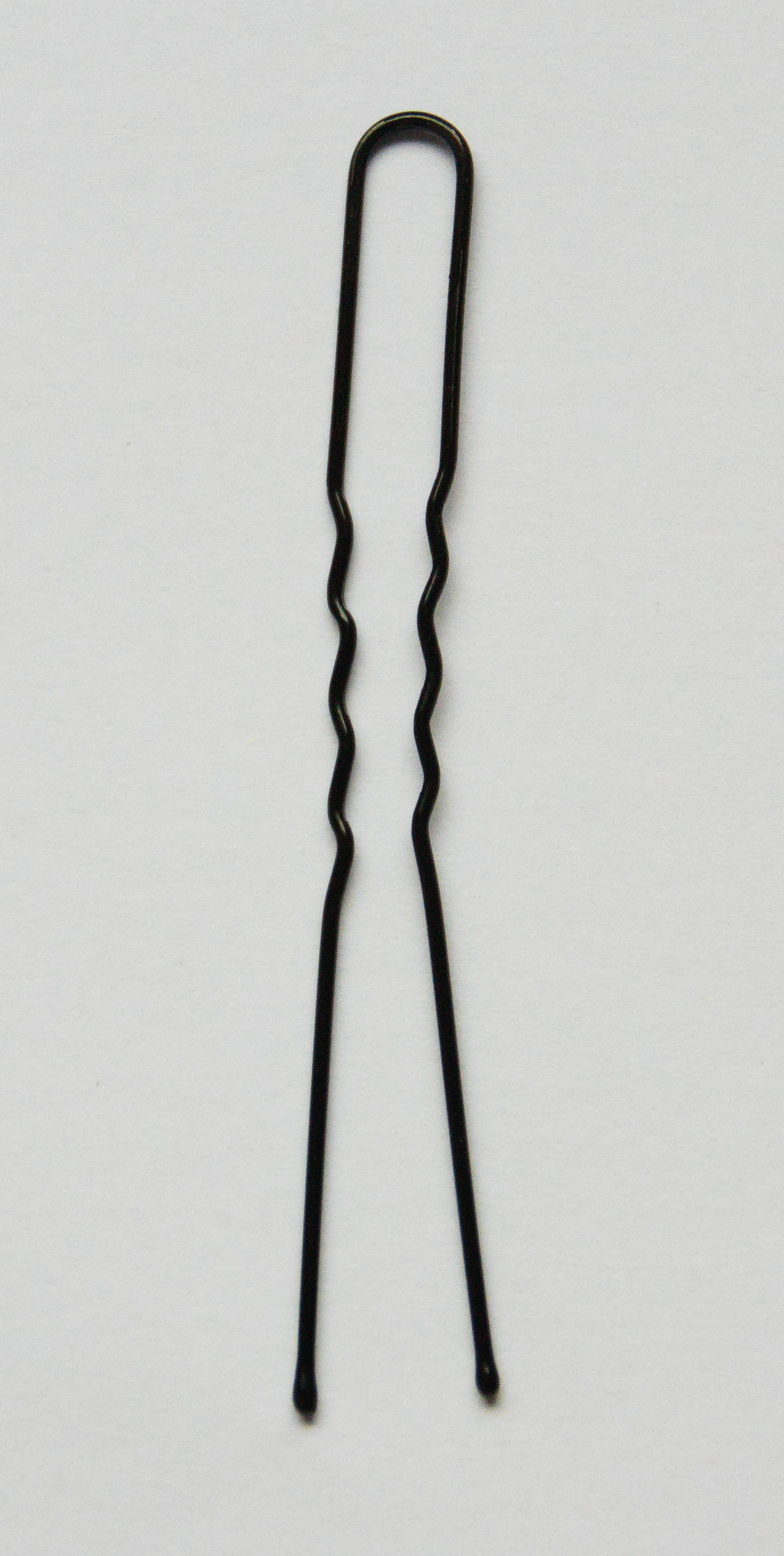
Moderne U-förmige Haarnadel
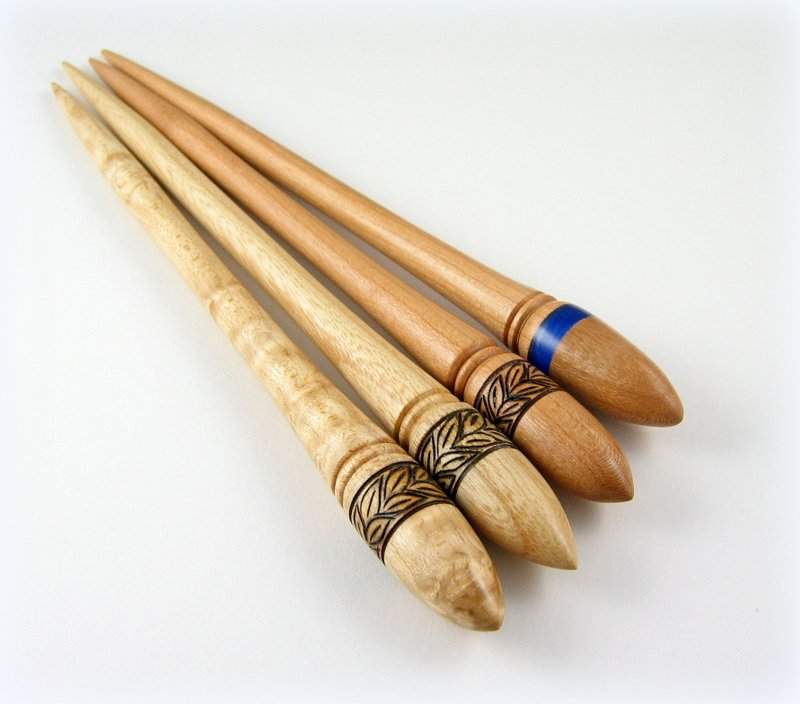
Moderne Haarstäbe aus Holz mit Inlays

## Physik
Sowohl bei Haarnadeln als auch bei Haarklammern und -spangen wirkt eine Kraft senkrecht auf die Haarachse. Diese bewirkt einen Kraftschluss, der in Verbindung mit der dabei auftretenden Haftreibung ein Auseinandergleiten der Haare verhindert. Während Klammern und Spangen diese Kraft durch eigene Federwirkung erzielen, muss eine Haarnadel so gesteckt werden, dass Kräfte aus verschiedenen Richtungen auf sie wirken.
Die Bezeichnung Haarnadelkurve leitet sich von der eng U-förmig gebogenen Gestalt der Haarklammer ab.